# Neolophonotus tibialis
Neolophonotus tibialis är en tvåvingeart som först beskrevs av Macquart 1838.  Neolophonotus tibialis ingår i släktet Neolophonotus och familjen rovflugor. Inga underarter finns listade i Catalogue of Life.